# Małobór (Rymań)
Małobór (deutsch Waldhaus) ist eine Wüstung in der Woiwodschaft Westpommern in Polen. Sie liegt im Gebiet der Gmina Rymań (Landgemeinde Roman).

## Geographische Lage

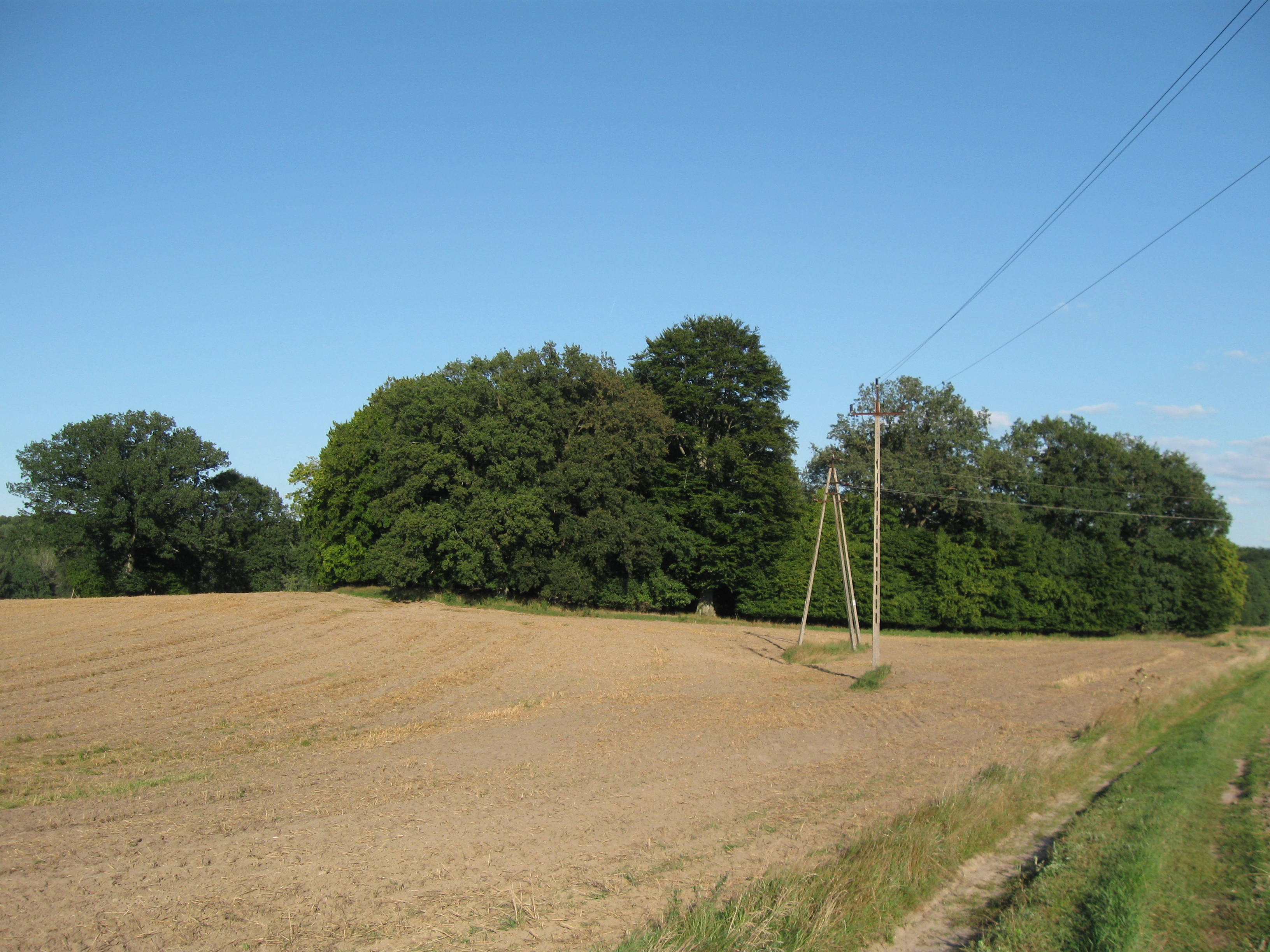
Ortslage (Aufnahme von 2013)

Die Wüstung liegt in Hinterpommern, etwa 80 Kilometer nordöstlich von Stettin und etwa drei Kilometer nordwestlich des Dorfes Rymań (Roman). Die nächsten benachbarten Orte sind etwa zwei Kilometer südöstlich der Wohnplatz Gołkowo (Birkenfelde) und etwa zwei Kilometer nordöstlich der Wohnplatz Lędowa (Waldhof).

## Geschichte
Waldhaus wurde 1853 durch den Gutsbesitzer von Roman, Alexander Andrae, als ein Asyl für entlassene Strafgefangene gegründet, die hier durch landwirtschaftliche Arbeit in die Gesellschaft eingegliedert werden sollten. 1862 hatte Waldhaus 18 Einwohner.
1898 wurde Waldhaus durch den damaligen Gutsbesitzer von Roman verkauft und seitdem von zwei Bauern bewirtschaftet. 1919 kaufte der neue Gutsbesitzer von Roman, Ludwig von Dewitz, Waldhaus für das Gut zurück. Seitdem wurde es bis 1945 als ein Vorwerk des Gutes in Roman bewirtschaftet.
Nach dem Zweiten Weltkrieg kam Waldhaus, wie ganz Hinterpommern, an Polen. Es erhielt den polnischen Ortsnamen Małobór. Heute liegt der Ort wüst.